# Interpretazioni del pensiero di Socrate
Le interpretazioni del pensiero di Socrate attraversano la storia della filosofia dall'antichità sino ai tempi più recenti:

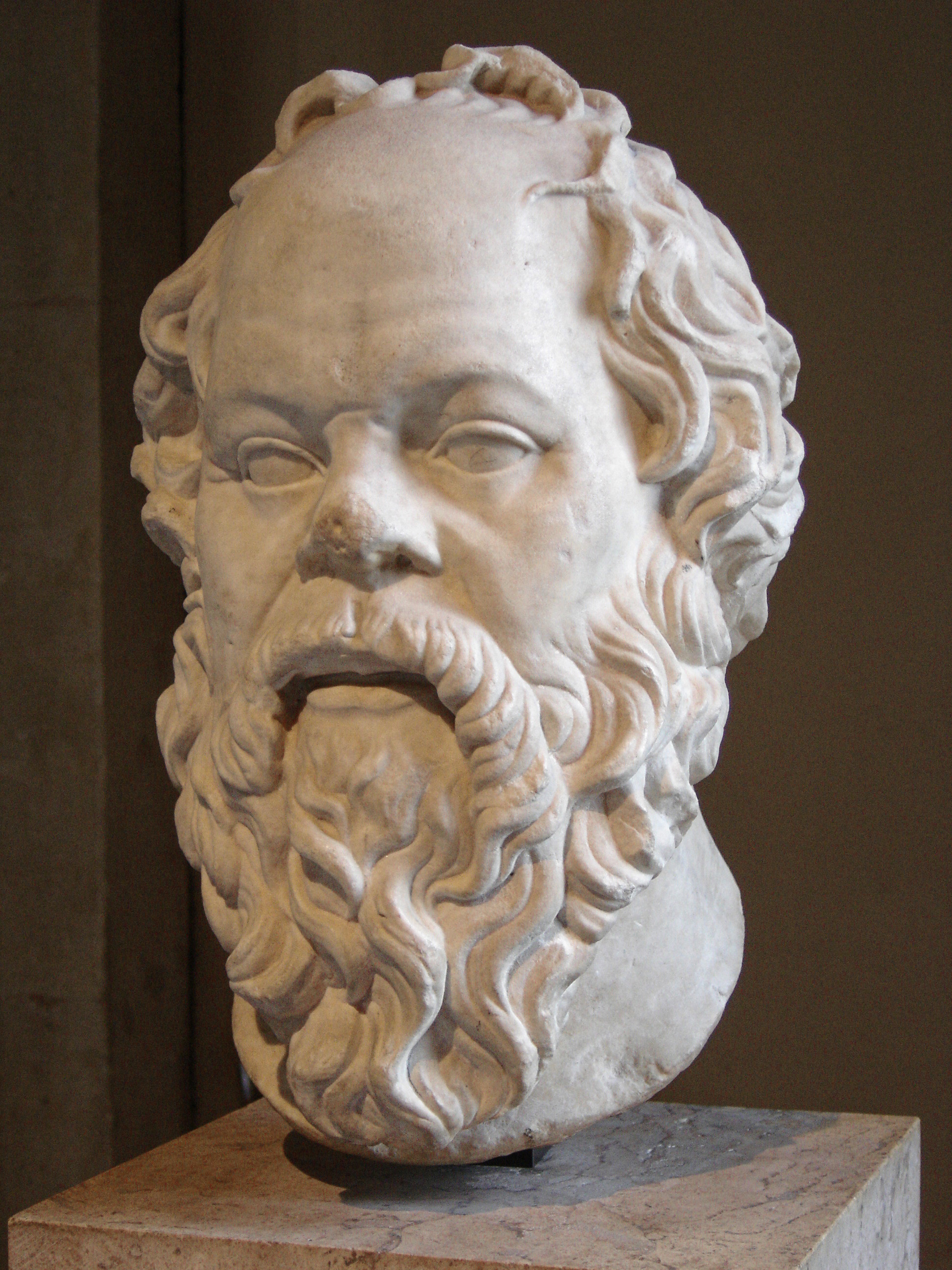
Testa di Socrate, scultura di epoca romana conservata al Museo del Louvre. Socrate fu il primo filosofo a essere ritratto. Tutte le altre immagini dei filosofi presocratici sono opere di fantasia.

## Il Socrate di Hegel

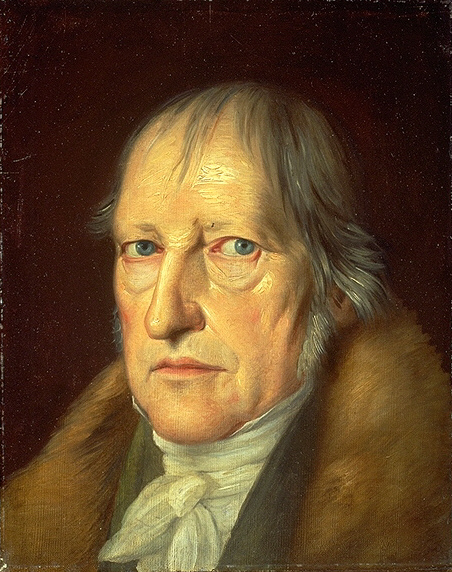
Georg Wilhelm Friedrich Hegel

Nella filosofia hegeliana chi vuole prendere coscienza di sé stesso deve uscire da sé al fine di oggettivarsi e impadronirsi così della sua stessa realtà: solo contrapponendosi all'oggetto, uscendo fuori di sé egli può prendere coscienza di sé. Se non si avessero i sensi che ci mettono in rapporto con quell'oggetto che è il nostro stesso corpo non potremo mai essere coscienti di noi stessi.
Ora per Hegel questa spiritualità individuale fa parte dello Spirito di un popolo. In Oriente, egli nota, lo spirito è concepito come inaccessibile (è questo il significato delle piramidi impenetrabili, della Sfinge con gli occhi chiusi...) mentre in Occidente lo spirito vive nella soggettività cosciente
Questo spiega perché in Occidente le statue degli dei sono rappresentati come uomini e perché i templi sono aperti verso il mondo. Questo passaggio dalla concezione orientale dello spirito a quella occidentale è simboleggiato nel mito di Edipo e nella filosofia socratica. Quando Edipo all'enigmatica domanda della Sfinge «Che cos'è che cammina a quattro zampe il mattino, a due il mezzogiorno e a tre la sera?» risponde che è l'uomo, ella in effetti, secondo Hegel, gli chiede: «Che cos'è lo spirito» (poiché anche il Sole passa dal mattino alla sera e così lo Spirito passa dall'Oriente all'Occidente), così la risposta di Edipo («L'uomo») vuol dire che lo spirito è nell'uomo. La morte della Sfinge poi rappresenta lo spirito misterioso dell'Oriente mentre Edipo vince incarnando lo spirito d'Occidente (lo spirito nell'uomo). Edipo è colui che cerca l'enigma da svelare, una verità che una volta scoperta, gli fa serrare gli occhi, quelli del corpo per aprire quelli dello spirito.
(Hegel)
Egli è colui che proclama il  γνῶθι σεαυτόν (Conosci te stesso) l'iscrizione sul tempio di Delfi dove la Pizia aveva annunciato a Socrate che egli era il più sapiente degli uomini. Socrate dunque incarna lo spirito occidentale che si è interiorizzato in lui: egli rompe lo spirito orientale greco e avvia la cultura del pensiero occidentale.

## Il Socrate di Nietzsche
(Nietzsche, La nascita della tragedia)
Friedrich Wilhelm Nietzsche considera Socrate come un caso di eccesso di razionalità causato dai suoi istinti disordinati. Secondo Nietzsche, Socrate per contrastare i suoi violenti eccessi interiori aveva bisogno di ricorrere alla ragione per non farsi sovrastare completamente. Questa repressione degli istinti fa di lui un fanatico sostenitore della morale tanto che in lui «tutto (...) è esagerato, cialtronesco, caricaturale; [e dove] tutto è, nello stesso tempo, pieno di nascondimenti, di retropensieri, di sotterfugi» (Nietzsche, Il crepuscolo degli idoli).
Distruggendo la tragedia, Euripide così come Platone inaugurano per Nietzsche la nuova era del nichilismo dove l'uomo si distingue non più per l'affermazione di sé ma per la "giustificazione di sé". È questo il significato della sofistica di cui Socrate è il migliore maestro e servendosi di quella dottrina Socrate manda in rovina lo spirito originario greco.
L'oracolo di Delfi annunciava che Socrate era il più sapiente ma quella sua sapienza è la ricerca del Sommo Bene attraverso il buon senso e il sapere, una sapienza razionale che si oppone alla saggezza istintiva dei Greci (che era un moto istintivo creativo, ottenuto con un entusiasmo debordante, raggiunto attraverso l'intuizione del grande, del sublime e del nobile). Ed è questa la sapienza che Socrate condanna denunciandone l'incapacità dei «piccoli signori della città» (gli artisti e i politici) di descrivere la loro creazione. Socrate è uno spirito debole incapace di creazione che demolisce la Grecia e annuncia l'avvio di una nuova cultura, che è quella della morale platonica che si basa tutta sulla razionalità. È questo d'altra parte il senso del δαιμων che ha unicamente il compito di trattenere Socrate dai suoi eccessi istintivi, è il simbolo di una inversione di significati per cui l'istinto è restrittivo e la morale invece creatrice.
Socrate non è dunque altro che un sofista, egli è il peggiore dei sofisti che s'impegna a demolire i suoi interlocutori, egli s'ingrandisce rimpicciolendo l'altro: egli rappresenta bene lo spirito di risentimento, d'invidia del debole (che Nietzsche collega alla sua bruttezza). Invece di affermare il senso tragico dell'esistenza egli tenta di controllarlo e giustificarlo con una morale del sapere dove il cattivo non è altro che un ignorante. Egli compie un salto mortale nel dramma borghese dove l'individuo non fa altro che cercare giustificazioni del suo comportamento invece di accettare il suo destino tragico. Socrate è un pessimista nichilista che umilia il valore della vita, la sua vigliaccheria nasce dalla negazione della volontà di potenza.
Nietzsche si spinge ancora oltre quando afferma che quel Sommo Bene che Platone esalta, Socrate considera sia quello di non essere mai nato. Poiché egli vede la vita come una malattia, per questo egli dice nell'ora della sua condanna di dovere «un gallo a Asclepio», che è infatti il dio della guarigione e quindi Socrate gli deve un sacrificio perché il dio l'ha liberato, l'ha guarito dal male della vita dandogli la morte.
«È Socrate che volle morire: non fu Atene, fu lui stesso che si diede la cicuta, egli costrinse Atene a dargliela» (Nietzsche, Il crepuscolo degli idoli)

## Il Socrate di Kierkegaard
Kierkegaard interpreta Socrate come il filosofo più vicino allo spirito cristiano. Kierkegaard considera se stesso il Socrate del cristianesimo. Per lui si tratta di praticare l'ironia socratica nello spirito del cristianesimo. Ciò che caratterizza il fenomeno Socrate, al contrario del fenomeno Cristo è proprio la sua ironia. Per Hegel l'ironia è il segno della soggettività, anche se l'ironia abbia in sé un valore negativo è tuttavia un passaggio verso la positività della soggettività. Kierkegaard non accetta questa idea del passaggio negatività-positività: per lui l'ironia è essenzialmente e radicalmente negativa, esprimendosi nel paradosso antidogmatico dà la possibilità all'uomo di esporsi a se stesso. L'esperienza del non sapere è un'esigenza di verità che nessuna dottrina saprebbe soddisfare.
Socrate è un vuoto sul quale si sono costruite le personalità e le dottrine, per questo egli è un avvenimento; tuttavia «Socrate si consacrò talmente all'ironia che ne soccombette» Ciò non impedisce a Kierkegaard di voler essere il Socrate del Cristianesimo al fine di svuotarlo dal suo contenuto dottrinale e di riportarlo all'avvenimento Cristo e alla sua spiritualità. Questo intende Kierkegaard quando dice: «la somiglianza tra Cristo e Socrate si basa essenzialmente sulla loro dissomiglianza» . Ciò che accomuna Cristo e Socrate è il loro costituirsi come avvenimento storico, cioè essi erano portatori di una verità che non ha potuto sgorgare nel cuore dell'uomo, essi sono portatori della nascita di qualcosa d'imprevisto dalle molteplici conseguenze che non sono collegate a quell'imprevisto.
Le dottrine filosofiche si sono sempre basata su Socrate come evento storico, ma per ciò stesso rendono Socrate evanescente. Questo perché quelle dottrine si basano sul vuoto dell'ironia che non impegna l'individuo in una spiritualità.
Al contrario l'evento Cristo non è nell'ironia ma di un rapporto dell'individuo con la sua spiritualità individuale. Mentre con Socrate si esprime un rapporto di negatività. con Cristo vi è la spinta ad una diversa spiritualità. In altre parole l'incontro con il cristianesimo impegna l'uomo in tutta la sua spiritualità, da quel momento gli uomini lasciano la loro vita per la spiritualità cristiana.

## Il Socrate di Lacan

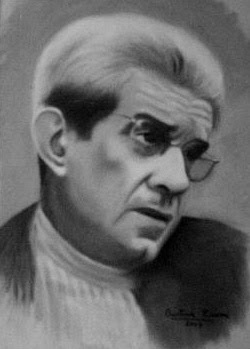
Jacques Lacan

Per Jacques Lacan, (Parigi 13 aprile 1901 - 9 settembre 1981) psichiatra e filosofo francese nonché uno dei maggiori psicoanalisti, la comprensione del desiderio passa attraverso l'oggetto inattingibile che costituisce la Cosa e che procura l'insoddisfazione perpetua del desiderio. Chi è sottoposto all'analisi cerca qual è l'oggetto del desiderio cioè la sua interezza ontologica. Essendo il linguaggio un cerchio chiuso, il soggetto non giunge mai a comprendere il significato dei simboli che lo costituiscono. Ora chi subisce l'analisi pensa che l'analista sarà capace di rivelargli il significato simbolico dei suoi desideri che egli esprime attraverso il linguaggio, pensa che egli sia Il Grande Altro che detiene la chiave del linguaggio. Lacan pensa che l'analista deve far scoprire che il Grande Altro non esiste e che non c'è nessun significato, il suo ruolo è dunque quello di fare riconoscere la "mancanza d'essere"
Socrate è dunque questo analista che attraverso i suoi dialoghi cerca la definizione del senso delle cose. Alcuni credono da quel momento che egli possa avere accesso al Sommo Bene (come chi è sottoposto ad analisi crede che l'analista possieda le chiavi del linguaggio) mentre i dialoghi socratici sono puramente aporetici. Socrate mette gli interlocutori di fronte alle proprie contraddizioni, egli li spinge a riflettere sulle proprie concezioni affinché siano coerenti. La sua posizione antidogmatica non permette il passaggio verso nessun sapere, si tratta al contrario di far capire che nessun sapere è possibile né accessibile.
È questo lo scopo dell'analista, fa capire a chi è in analisi che l'oggetto finale del desiderio non è né conoscibile né accessibile. Come dice Lacan: «Socrate è il precursore dell'analisi».

## Pensiero di Socrate: 2 opposte interpretazioni
Particolarmente controversa è l'interpretazione del pensiero di Socrate in relazione alla tematica della religione secondo la quale il Socrate di Gabriele Giannantoni esprime un pensiero laico con una sua propria religiosità al quale si oppone Giovanni Reale che vede in Socrate un innovatore del pensiero religioso occidentale 

### L'interpretazione di Gabriele Giannantoni

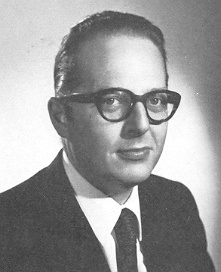
Gabriele Giannantoni

#### Socrate e la religione
Va innanzitutto tenuto presente che le divinità olimpiche cui faceva riferimento il sistema di valori della civiltà ateniese cui apparteneva Socrate, in nessun modo possono essere ricondotte alla religiosità di tipo monoteistico cui ad es. il pensiero cristiano fa riferimento. Il problema al centro della controversia riguarda il rapporto fra la ragione e la fede, intesa in questo caso, come il riconoscimento dei valori religiosi tradizionali.
Come ha fatto rilevare Nicola Abbagnano (in Storia della filosofia, op.cit. Vol.I pp. 121 e sgg) :«... la sua [di Socrate] fede religiosa non è altro che la sua filosofia. Questa religiosità socratica non ha ovviamente nulla a che fare con il Cristianesimo di cui Socrate nella vecchia storiografia è stato spesso ritenuto l'antesignano. Non si può parlare di cristianesimo se si prescinde dalla rivelazione; e niente è più estraneo allo spirito di Socrate di un sapere che pretenda di essere rivelazione divina.» Nonostante ciò, molti pensatori cristiani, tra cui Agostino, Cusano, Erasmo, Kierkegaard, avevano visto in Socrate proprio un precursore della religione cristiana.
Lo storico della filosofia antica Gabriele Giannantoni, sostiene che per Socrate è la ragione a dover convalidare con il suo esame i principi della religione. Dice infatti Socrate nell'Apologia: «Forse l'unico senso in cui il responso del dio può essere vero è che mentre gli altri credono di sapere ma non sanno, io almeno una cosa la so: so di non sapere; e questo sapere di non sapere è appunto quella sofia (sophía), quella sapienza, che mi attribuisce la divinità.».
Osserva Giannantoni: «Si vede di qui che l'atteggiamento di Socrate verso la divinità non consiste nel riconoscerle la ragione perché è divinità, ma, paradossalmente, nel riconoscerne la divinità per il fatto che ha ragione. In altri termini, sono io, Socrate, che riconosco alla divinità il prestigio e la sacralità di cui le faccio credito, ma in base al mio esame. Quanto ad ogni sua pretesa di presentarsi come divinità, e di avere ragione per questo stesso motivo, questo è escluso. Anche questa è una concezione molto laica della divinità e della religiosità, che Socrate, il quale era certamente una personalità religiosa, intendeva in modo del tutto diverso da come comunemente era sentita a quell'epoca.»
(Gabriele Giannantoni: Socrate tra mito e storia qui paragrafo 11).

#### Il daimon
Contrariamente a coloro che vedono nel daimon una sorta di simbolizzazione della coscienza morale, altri storici della filosofia, come ad es. Guido Calogero, non condividono questa interpretazione del daimon:

#### Conosci te stesso
«Per Socrate, il "conosci te stesso" è anche un'esortazione a conoscere il fondamento delle proprie convinzioni, a indagare quale sia la loro forza, e quindi la loro persuasività, la loro verità: è in questo senso che il motto, in Socrate, ha un significato più ampio di quello originario. Io non credo che possa essere interpretato in un senso introspettivo, che cioè Socrate esortasse a guardare nella propria interiorità piuttosto che non verso l'esterno, perché in genere l'esortazione di Socrate è piuttosto quella di parlare con gli altri.» (in G.Giannantoni, op.cit.)
Non distante da questa interpretazione è quella di Michel Foucault per il quale il celebre detto socratico "Conosci te stesso" va inteso in senso introspettivo e riconsiderato come parte di un più generale progetto di "cura del sé", progetto comune a gran parte della filosofia greco-romana caratterizzata dalla speculazione rivolta alla pratica. Dall'analisi di Foucault, supportata dal suo classico metodo genealogico e da costanti, vasti e approfonditi riferimenti ai testi dell'epoca, emergerebbe come la filosofia antica non sia consistita in speculazioni teoriche astratte, ma in una serie di pratiche teoretiche (il dialogo), psichiche e ancorché fisiche, volte alla trasformazione attiva del soggetto e delle sue modalità d'esistenza.

#### La maieutica
Il metodo socratico, la maieutica, non vuole trasmettere nozioni - Socrate infatti sa solo di non sapere - infatti nessuno possiede la verità e quindi la virtù che non è insegnabile. Allora non rimane che il dialogo, che non solo è una specie di tecnica, fatta di brevi domande e risposte e dell'uso del continuo domandare ti estì (che cos'è quello di cui parli), ma è anche uno strumento che ha valore di sé in se stesso, nel senso che, essendo la verità mai definitiva, ciò che conta è la ricerca, tramite il dialogo, non della verità assoluta e superiore ma di una verità che raggiunta potrà e dovrà essere rimessa in discussione. Il maestro allora è realmente sullo stesso piano dei discepoli, non è un modello che si abbassa al loro livello: questo non occorre poiché è il dialogo stesso che li rende eguali: nessuno è depositario di verità, tanto meno Socrate che va sempre ricercando e investigando. Dialogando inoltre si realizza un comportamento concretamente virtuoso perché il confronto con l'altro implica non tanto l'amore ma più semplicemente il rispetto, l'ascolto serio, vero e interessato delle ragioni dell'interlocutore a cui si dà spazio con la tecnica delle brevi domande e risposte. Lo scopo del dialogo quindi non è vincere l'interlocutore con ogni mezzo retorico, con un fiume di parole, come facevano i sofisti, ma con-vincere (vincere insieme), persuadendosi reciprocamente della verità contingente raggiunta. Ecco quindi la maieutica: la levatrice e la partoriente, collaborando, mettono insieme alla luce una verità.

#### Unicità del sapere
Socrate crede che esista una verità necessaria e valida per tutti ma che è semplicemente quella dell'unico sapere possibile per l'uomo: il dialogo. È questo che egli contesta ai politici: quello di credere di essere depositari di verità assolute derivate dal dio e dalla tradizione, che essi vogliono imporre, per fini personali di potere, ai loro concittadini. Ma Socrate smaschererà la loro presunta sapienza a copertura del loro potere e per questo essi lo odieranno.

#### Unicità della virtù
Nel dialogo la definizione una volta per tutte di cosa fosse il bene era impossibile da conseguire ed allora non rimaneva per Socrate che il dialogo stesso: metodo di ricerca di cosa possa intendersi per bene ed insieme "sommo bene" , poiché esso presuppone, s'identifica nella sua traduzione in atto, con il principio etico del rispetto per l'interlocutore.
Questo è propriamente l'"intellettualismo etico" secondo alcuni interpreti dell'etica socratica. Socrate sosteneva cioè, che dal punto di vista etico unica causa possibile del male fosse l'ignoranza del bene («So invece che commettere ingiustizia e disobbedire a chi è migliore di noi, dio o uomo, è cosa brutta e cattiva. Perciò davanti ai mali che so essere mali non temerò e non fuggirò mai quelli che non so se siano anche beni.») (Platone, Apologia di Socrate, in G. Cambiano (a cura di), Dialoghi filosofici di Platone, U.T.E.T., Torino, 1970, pp. 66–68): una volta conosciuto il bene, non è possibile astenersi dall'agire moralmente. Il bene non può tuttavia essere stabilito a priori una volta per tutte, ma occorre ricercarlo ininterrottamente confrontandosi con gli altri. Questo collega l'etica al dialogo come metodo di confronto e principio morale esso stesso; questo è l'unica virtù che permette di evidenziare quegli errori che inducono gli uomini a confondere il male col bene. Questo spiega perché per Socrate i politici, come egli dice, debbano essere "competenti": non nel senso di essere portatori di una competenza tecnica di ciò di cui si occuperanno, ma come persone capaci di esercitare quella, come egli dice,"scienza del bene e del male" (il dialogo) che, prescindendo da ciò che essi ritengano sia il bene per la città, farà emergere dal confronto con i cittadini il bene condiviso da realizzare.
Perciò, egli in fondo non riconosce nel comportamento dei sofisti e di quanti lo condannarono a morte una colpa, ma un'ignoranza di fondo (della propria ignoranza) che davanti alle loro coscienze li legittimava ad agire per l'utile senza nessuno scrupolo o remora morale. Come filosofo e cittadino greco, a Socrate premeva la verità etica, davanti alla crisi morale del suo tempo in cui la sofistica minacciava i fondamenti stessi della democrazia ateniese, con la fondazione di fatto di una nuova etica. Così diceva infatti il sofista Protagora: «Se la verità non esiste, siamo legittimati a scegliere e difendere quella più utile per noi».
Diversamente dai sofisti, per Socrate, l'ignoranza e il relativismo morale non sono dati per sempre da un'impossibilità interna alla verità di esistere o conoscerla, ma sono una condizione temporanea da superare mettendo in atto il dialogo che permette il superamento di ogni egoismo e di ogni atteggiamento ideologico di esclusione dell'altro. Quindi per fare il bene bisogna conoscerlo e una volta conosciuto la stessa piacevolezza del bene porterà l'uomo a comportarsi bene raggiungendo così la felicità intesa come serenità, tranquillità, eudemonìa (letteralmente essere con un buon demone).

#### Il dialogo sommo bene
Secondo l'interpretazione di base di Giannantoni, da cui dipende la sua visione complessiva del pensiero socratico, il dialogo stesso è metodo di ricerca ed insieme "sommo bene" , poiché esso presuppone, s'identifica nella sua traduzione in atto, con il principio etico del rispetto per l'interlocutore. La verità definitiva è di per sé irraggiungibile ed allora quello che conta è la ricerca della verità. Ma che senso ha ricercare una cosa che si sa di non poter conseguire? La risposta è che in effetti una verità, che libera dall'ignoranza, cioè dal presumere di possedere una verità definitiva, si consegue proprio con il dialogo, col confronto con gli altri, che è criterio ineliminabile per la scoperta di una verità condivisa e non definita per sempre. Il dialogo ha quindi un doppio valore:
- --morale, di rispetto delle opinioni di coloro con cui ci confrontiamo,
- --teoretico, perché se è vero che con il dialogo non si raggiunge la verità, proprio con questo si può conseguire una verità, quella di sapere di non sapere, che vuol dire accorgerci che spesso noi crediamo di sapere, di essere in possesso di grandi e profonde verità e che è proprio per questa falsa sapienza che rifiutiamo il confronto con chi sostiene idee diverse dalle nostre. Da qui nasce l'atteggiamento ideologico che genera odio come quello che ha portato alla condanna a morte di Socrate.

Ma questa relatività del sapere umano scaturisce tuttavia dall'intima consapevolezza dell'esistenza di una verità assoluta che, secondo Giannantoni, sarebbe lo stesso dialogo. Chi dialoga con Socrate apprenderebbe così non solo il valore teoretico del dialogo, come ricerca in comune di una verità sempre sfuggente, ma anche il valore morale (to meghiston agathòn, il sommo bene), questo sì definitivo: il rispetto dell'interlocutore che non dovrà mai mancare e che fa del dialogo un vero confronto e non una battaglia di parole dove chi più grida ha ragione.
Non a caso la figura di Socrate è stata da grandi filosofi della storia del pensiero assimilata a quella di Cristo. Socrate non avrebbe predicato nessuna dottrina ma come Cristo è stato vittima della cecità ideologica umana, e come lui ci ha lasciato «quella legge evangelica che è la legge del dialogo come lo è la legge socratica del "nemo sua sponte peccat" (nessuno pecca di sua volontà) e quindi della perenne doverosità dell'intendere le altrui ragioni e del chiarire agli altri le proprie.» (cfr.G.Calogero qui GUIDO CALOGERO)
Anche Cristo, inoltre, sembrerà individuare il male nell'ignoranza quando dirà: «Padre perdona loro perché non sanno quello che fanno».
Esistono tuttavia testimonianze di come Socrate ritenesse il dialogo incompatibile con la democrazia e con la partecipazione della maggioranza dei cittadini alla cosa pubblica. Claudio Eliano sosteneva che «Socrate non si conciliò mai con la costituzione ateniese; giudicava infatti la democrazia non diversa dalla tirannide e dal governo assoluto».

### L'interpretazione di Giovanni Reale

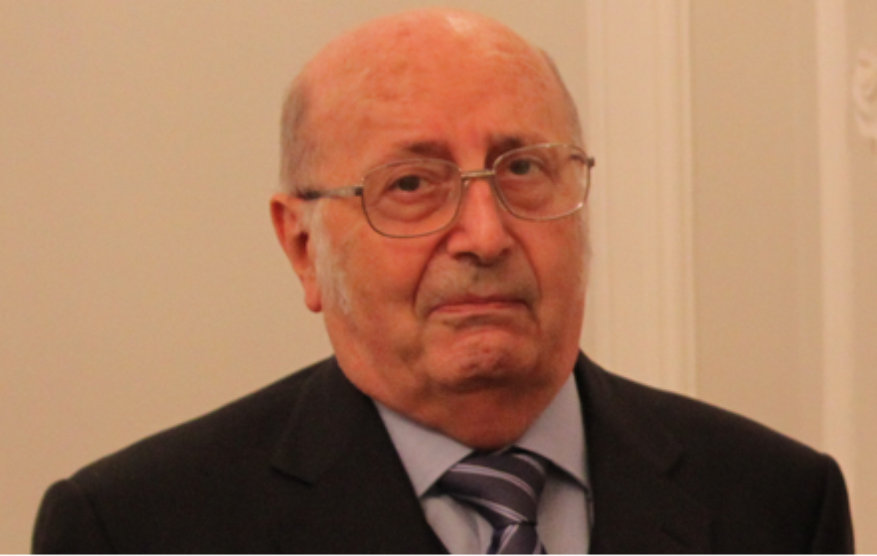
Giovanni Reale

(Giovanni Reale, Platone. Alla ricerca della sapienza segreta, 1998, p. 12)

#### Socrate e la religione
Molti pensatori cristiani, tra cui Agostino, Cusano, Erasmo, Kierkegaard, hanno visto in Socrate un precursore della religione cristiana.
Secondo Giovanni Reale in Socrate sono bensì presenti concetti estranei alla dottrina cristiana, e di cui semmai questa si approprierà. Socrate non si è in alcun modo arrogato il diritto di sottoporre all'esame della ragione la sfera del divino: il riconoscimento della divinità come tale era invece già implicito nell'uso critico e laico della ragione, dono dello stesso dio.
Quindi egli non metteva in dubbio la fede, ma la sapienza. Socrate infatti insegnava come il sapere umano fosse poca cosa, perché il vero sapere è un possesso divino.

#### Il daimon
Il professor Reale ha sottolineato la portata rivoluzionaria di questa nuova concezione nel panorama della filosofia greca antica. Col daimon la speculazione filosofica si orienterà d'ora in poi verso l'analisi introspettiva, verso lo studio dell'anima (psyché). Per Socrate cioè, l'essenza dell'uomo consiste principalmente nella sua anima; prendersi cura di lei è il compito fondamentale della filosofia.
(G. Reale, Storia della filosofia antica, Vita e pensiero, Milano 1975)

#### Conosci te stesso
Secondo G. Reale, conoscere se stessi significa conoscere il bene, in base al quale poter compiere scelte giuste e assennate sul piano pratico. Una tale conoscenza coincide con la virtù (areté); l'opposto della saggezza è l'ignoranza, che coincide col vizio. Socrate d'altra parte poteva mettere in dubbio la sapienza degli uomini proprio perché la metteva in rapporto con quella della divinità.
Anche Emanuele Severino ha evidenziato come in Socrate, pur proclamandosi egli ignorante, fosse ben presente l'idea di verità, di cui egli constata appunto la mancanza.. Il suo sapere di non sapere significa dunque, per l'autore citato, trovarsi già "nella" verità. Si tratta di una verità che non si rivela in forma positiva, come affermazione fissa ed esaustiva, ma in forma unicamente negativa: essa consiste cioè nel movimento stesso di confutazione dell'errore. In altri termini, la verità non è conoscenza del vero, bensì conoscenza del falso, e quindi capacità di saperlo evitare. Il riconoscimento del falso è il lavoro critico e maieutico che bisogna compiere, dopo il quale la verità potrà sgorgare finalmente da sé, senza sforzo.

#### La maieutica
Alcuni sostenitori dell'interpretazione religiosa della dottrina socratica hanno rilevato come Socrate, nel porsi come maestro e modello di virtù, intendesse suscitare nei suoi discepoli il desiderio del sapere e l'amore disinteressato per la verità. Insegnare per Socrate non vuol dire trasmettere delle nozioni, ma suscitare negli altri uno spirito critico, così da metterli in grado di "partorire" da sé la verità universale e necessaria. Il suo è quindi il metodo della maieutica, ovvero il metodo dell'ostetrica (il mestiere che svolgeva sua madre): come quest'ultima aiuta semplicemente la donna a partorire il bambino (non lo partorisce lei stessa), così Socrate intende soltanto aiutare gli altri a partorire la verità.
Il sapere infatti, così come la virtù, non è insegnabile a parole: la ragione a cui Socrate cerca di abituare i discepoli non è da intendersi come una razionalità, diremmo oggi, tecnico-strumentale. Socrate non insegna una tecnica come i sofisti, ma vuole educare a riconoscere il fondamento supremo di ogni altro sapere. Per far questo, egli si pone in un rapporto paritario coi suoi discepoli, ma al fine di sollevarli al proprio livello; egli è mosso in questo da un sincero atto d'amore, che lo lega strettamente ai suoi allievi. Secondo gli interpreti citati quindi, il dialogo e la dimensione intersoggettiva, in un tale contesto, risultano fondamentali per avvicinarsi alla verità, ma questa non coincide col dialogo stesso: il dialogo è piuttosto la condizione che permette il riconoscimento della verità e la realizzazione di un comportamento autentico e virtuoso. La verità, infatti, di per sé non è mai definibile a parole.

#### Unicità del sapere
Si è detto come Socrate, secondo alcuni interpreti, educasse a riconoscere il fondamento supremo di ogni altro sapere che è per lui la coscienza di sé, o autocoscienza, riconducibile alla consapevolezza della propria voce interiore o daimon. Ad essa sono riferibili tutte le varie forme di sapere. Era proprio questa forma di saggezza, il fondamentale sapere, che egli trovò del tutto assente quando si propose di investigare se la fama di coloro che erano ritenuti sapienti fosse giustificata. Mancava in loro questa saggezza che ha un valore universale e necessario, perché ogni altro sapere particolare dipende da quella.

#### Unicità della virtù
Socrate applicò il suo metodo anche all'esame dei concetti morali fondamentali del tempo, come ad esempio le virtù di pietà, saggezza, temperanza, coraggio, e giustizia. La novità di Socrate rispetto ai suoi concittadini risiede (cfr. G. Cambiano ed altri) nel fatto che, mentre questi ultimi si preoccupavano di individuare casi particolari di notevole rilevanza morale, Socrate si preoccupa invece di definire in cosa consista, su un piano astratto, il concetto in sé di "virtù". Secondo Socrate, tutte le varie forme concrete in cui si esprime la virtù sono riconducibili ad una sola, che ha valore di universalità. In tal senso va interpretato il tì estì (ciò di cui si parla), cioè come ricerca di quel quid in cui propriamente consiste la virtù e, in senso più generale, la Giustizia. L'astrattezza del concetto rimaneva comunque sempre legata alla concretezza della situazione in esame.
L'esercizio della virtù conduce all'eudemonia intesa come felicità che consisterebbe per Socrate nella realizzazione della propria essenza, di ciò che noi siamo nati per fare: ognuno ha una sua missione divina da svolgere, un compito a cui è stato assegnato, che corrisponde alla natura della propria anima. A Socrate, ad esempio, il dio aveva comandato di svolgere il mestiere della maieutica (v. Apologia di Socrate).
(G. Reale, Socrate e la scoperta dell'essenza dell'uomo, da Il pensiero antico, Vita e Pensiero, Milano 2001)

### Fonti
- Socratis et Socraticorum Reliquiae Archiviato il 5 marzo 2016 in Internet Archive.. Collegit, disposuit, apparatibus notisque instruxit G. Giannantoni, Naspoli, Bibliopolis, 1990 quattro volumi, 2090 pp.

### Studi
- Francesco Adorno, Introduzione a Socrate, Laterza, Bari, 1999
- John Bussanich, e Nicholas D. Smith (a cura di), The Bloomsbury Companion to Socrates, Londra, Bloomsburt, 2013
- Guido Calogero, Erasmo, Socrate e il Nuovo Testamento, Accademia Naz. dei Lincei, 1972
- Ubaldo Esposito, Il processo a Socrate, Chegai, 2002
- Michel Foucault, Discorso e verità nella Grecia Antica, Donzelli, Roma 1996
- Antonio Gargano, I sofisti, Socrate, Platone, La Città del Sole, 1996
- Gabriele Giannantoni, Dialogo socratico e nascita della dialettica nella filosofia di Platone, edizione postuma a cura di Bruno Centrone, Bibliopolis, 2005
- Mario Montuori, The Socratic Problem: the History, the Solutions. From the 18. Century to the Present Time 61 Extracts from 54 Authors in Their Historical Context, Amsterdam, Gieben, 1992
- Mario Montuori, Socrate. Fisiologia di un mito, Milano: Vita e Pensiero, 1998, con una introduzione di Giovanni Reale.
- Giovanni Reale, Socrate. Alla scoperta della sapienza umana, Rizzoli, Milano, 2000
- Antonio Ruffino, Socrate: l'uomo e i tempi, Liguori, Napoli, 1972
- Alfred Edward Taylor, Socrate, Londra, 1951, trad. it. La Nuova Italia, Firenze, 1952
- Michael Trapp (a cura di), Socrates from Antiquity to the Enlightenment, Aldershot, Ashgate, 2007.
- Michael Trapp (a cura di), Socrates in the Nineteenth and Twentieth Centuries, Aldershot, Ashgate, 2007.
- Gregory Vlastos, Studi socratici, Vita e Pensiero, Milano 2003
- Gregory Vlastos, Socrate il filosofo dell'ironia complessa, La Nuova Italia, Firenze 1998